# Cuspidata anthracitis
Cuspidata anthracitis är en fjärilsart som beskrevs av Diakonoff 1960. Cuspidata anthracitis ingår i släktet Cuspidata och familjen vecklare. Inga underarter finns listade i Catalogue of Life.